# Eskimonæs
Eskimonæs är en udde i Grönland (Kungariket Danmark). Den ligger i den östra delen av Grönland, 1 600 km nordost om huvudstaden Nuuk.
Terrängen inåt land är varierad. Havet är nära Eskimonæs åt sydväst.  Det finns inga samhällen i närheten.